# Miloš Kypěna
Miloš Kypěna (30. prosince 1922 Prostějov – ?) byl český fotbalový útočník.

## Hráčská kariéra
V nejvyšší soutěži hrál během druhé světové války za SK Olomouc ASO, aniž by skóroval.

### Prvoligová bilance
| Ročník          | Zápasy | Góly | Minuty | Klub           |
| --------------- | ------ | ---- | ------ | -------------- |
| I. liga 1942/43 | –      | 0    | –      | SK Olomouc ASO |
| CELKEM I. LIGA  | –      | 0    | –      |                |